# Дірк Крюгер
Дірк Крюгер (нім. Dirk Krüger; 13 лютого 1973) — німецький боксер, призер чемпіонату світу серед аматорів.

## Аматорська кар'єра
На чемпіонаті світу 1993 року програв у другому бою Хоелю Касамайору (Куба).
На чемпіонаті Європи 1993 програв в другому бою Іштвану Ковачу (Угорщина).
На Кубку світу 1994 в Бангкокі завоював бронзову медаль.
- В 1/16 фіналу переміг Мухаммеда Алі Ібрагім (Єгипет) — 21-4
- В 1/8 фіналу переміг Умеш Катувал (Непал) — RSC 5
- У чвертьфіналі переміг Енріке Карріона (Куба) — 13-5
- У півфіналі програв Клавдіу Крістаче (Румунія) — 7-18

На чемпіонаті світу 1995 отримав бронзову медаль.
- В 1/16 фіналу переміг Сахіба Піріча (Боснія і Герцоговина) — 9-0
- В 1/8 фіналу переміг Іштвана Ковача (Угорщина) — 15-10
- У чвертьфіналі переміг Абдельазіза Булахія (Алжир) — 9-2
- У півфіналі програв Роберту Ціба (Польща) — 3-4

На чемпіонаті Європи 1996 програв у першому бою Георге Олтяну (Румунія).
На чемпіонаті світу 1999 програв у першому бою Бенуа Годе (Канада).